# Вигонощанське болото
52°43′ пн. ш. 25°56′ сх. д. / 52.717° пн. ш. 25.933° сх. д.
Вигонощанське болото (біл. Выганашчанскае балота) — болото низинного (94 %) і змішаного типу, в Ляховицькому, Івацевицькому і Ганцевицькому районах Берестейської області Білорусі.
Стік води здійснюється струмками і каналами у Вигонощанське озеро, а з нього Огінським каналом до річки Щари (басейн Німана) та Ясельди (басейн Прип'яті).

## Опис
Площа болота становить 34,9 тисяч гектарів. Глибина торфу — до 4,7 метри, середня 2,1 метри, ступінь розкладання 26 % (змішаний тип) і 36 % (низинний), зольність відповідно 4,7 % і 8,5 %. Під торфом у деяких місцях залягає мергель, сапропель потужністю до 1,6 метра.

## Флора
На території Ляховицького району в 1964–1969 відкритою зрошувальною мережею осушено масив 4400 га. На осушених землях вирощують багаторічні трави, зернові й просапні культури. На неосушених землях — ліс із берези, вільхи і верби, зрідка сосна і осоки. На території Івацевицького району болото не осушене. Переважають осоки, мохи сфагнум, верба. На площі 1300 га ліс із берези й сосни.